# 脇田晴子
脇田 晴子（わきた はるこ、1934年3月9日 - 2016年9月27日）は、日本の歴史学者。滋賀県立大学名誉教授。2005年文化功労者、2010年文化勲章受章。文学博士（京都大学、1969年）（学位論文「中世商工業座の構造」）。兵庫県西宮市生まれ。父は俳人の麻野恵三（微笑子）、夫は歴史学者の脇田修。子は経済学者の脇田成。

## 略歴
- 1956年 神戸大学文学部史学科卒業
- 1963年 京都大学大学院文学研究科博士課程単位取得退学
- 1967年 京都橘女子大学文学部助教授
- 1981年 京都橘女子大学文学部教授
- 1984年 鳴門教育大学学校教育学部教授
- 1990年 大阪外国語大学教授
- 1995年 滋賀県立大学人間文化学部教授
- 2004年 城西国際大学大学院人文科学研究科客員教授
- 2007年 石川県立歴史博物館館長

## 研究活動
中世史を専攻し、商工業論、都市論等から、女性史、芸能史に及ぶ。網野善彦の中世非農業民が天皇直属であったという説に反対し、遊女の地位をめぐって論争した。また外国の日本学者との共同作業も多い。
1996年から2004年まで石見銀山遺跡調査整備委員会の委員と、1997年から2004年まで石見銀山歴史文献調査団の団長を務め、2004年から2006年はユネスコへ提出する世界遺産登録推薦書の作成にも関与。特に中世商工業研究の視点から、石見銀山では精錬に必要な火力（薪）を安定確保するために植林活動を行い、結果として土砂災害も軽減したことを指摘。これが「自然との調和」「環境配慮」といった評価に繋がった。また2005年には、女性史のより一層の発展を図ろうという意図で、女性史学に関する優れた著書に女性史学賞を創設。

## 受賞歴・叙勲歴
- 2003年 『日本中世被差別民の研究』で、角川源義賞受賞。
- 2005年秋 文化功労者
- 2010年秋 文化勲章[3]

## 単著
- 日本中世商業発達史の研究 御茶の水書房 1969
- 日本中世都市論 東京大学出版会 1981
- 室町時代 中公新書 1985
- 大系日本の歴史 7 戦国大名 小学館 1988／小学館ライブラリー 1993
- 日本中世女性史の研究 性別役割分担と母性・家政・性愛 東京大学出版会 1992
- 中世に生きる女たち 岩波新書 1995
- 中世京都と祇園祭 疫神と都市の生活 中公新書 1999
- 女性芸能の源流 傀儡子・曲舞・白拍子 角川選書 2001
- 日本中世被差別民の研究 岩波書店 2002
- 天皇と中世文化 吉川弘文館 2003
- 能楽のなかの女たち 女舞の風姿 岩波書店 2005

## 編著・共著
- ジェンダーの日本史 スーザン.B.ハンレーと共編 東京大学出版会 1994-95
- Women and Class in Japanese History. Hitomi Tonomura とAnne Walthall と共編 Center for Japanese Studies, University of Michigan 1999
- アイデンティティ・周縁・媒介 アンヌ・ブッシィと共編 吉川弘文館 2000
- 周縁文化と身分制 マーチン・コルカット・平雅行と共編 思文閣出版 2005
- 物語京都の歴史 花の都の二千年 脇田修と共著 中公新書 2008